# Wolverine (Schiff, 1920)
Die HMS Wolverine (D78) war ein Zerstörer der britischen Royal Navy und wurde bei J. Samuel White & Co. in Cowes erbaut. Sie gehörte zu den erst nach Ende des Ersten Weltkriegs fertiggestellten Booten der modifizierten W-Klasse. Zu Beginn der 1930er-Jahre wurde der Zerstörer der Reserve zugewiesen und bei Beginn des Zweiten Weltkriegs wieder aktiviert. Die Wolverine diente hauptsächlich in der Sicherung der Konvoischifffahrt. Lange wurde ihr die Versenkung des deutschen U-Bootes U 47 mit seinem Kommandanten Günther Prien zugeschrieben, über dessen tatsächliches Ende aber bis heute Unklarheit herrscht. 1942 wurde die Wolverine zu einem „Short range escort“ umgebaut. Das Boot überlebte den Krieg und wurde anschließend abgewrackt.

## Baugeschichte
Die Wolverine wurde noch kurz vor Ende des Ersten Weltkrieges auf der Werft von J. Samuel White in Cowes auf der Insel Wight begonnen und lief am 17. Juli 1919 als siebtes Schiff der Royal Navy, das nach der nordischen Marderart Vielfraß benannt wurde, vom Stapel. Unmittelbarer Vorgänger als Namensträger war ein 1910 vom Stapel gelaufener Zerstörer der Beagle-Klasse, der während des Weltkrieges nach einer Kollision am 12. Dezember 1917 gesunken war.
Die neue Wolverine war ein Boot der V- und W-Klasse und gehörte zur Untergruppe der „modified Admiralty W-class“, die aus 14 Booten bestand. Die Bauwerft in Cowes war eine der auf den Zerstörerbau spezialisierten Werften des Vereinigten Königreiches von Großbritannien und Irland, die insgesamt sieben Boote der V- und W-Klasse fertigte. Die Wolverine war das vorletzte der vier dort gebauten Boote der modifizierten W-Klasse. Ihre engeren Schwestern waren die Witherington, Wivern und die auf der Marinewerft Portsmouth fertiggestellte Worcester.
Die Boote der modifizierten W-Klasse verwendeten den gleichen Rumpf wie alle Boote der V- und W-Klasse, waren aber als einzige der Klasse mit dem bei den Flottillenführern der Scott-Klasse eingeführten 120-mm-Geschütz bewaffnet. Als Torpedowaffe verfügten sie über zwei Drillingsrohrsätze.
Als die Wolverine 1942 zu einem „short range escort“ umgebaut wurde, gab sie zwei ihrer Geschütze ab. Das „A“-Geschütz durch einen 24-rohrigen Hedgehog-Salvenwerfer ersetzt. Das „Y“-Geschütz machte für einen größeren Wasserbombenvorrat Platz. Der hintere Torpedosatz wurde entfernt und an seiner Stelle ein 12-Pfünder-Flugabwehrgeschütz eingebaut. Dazu kam ein modernes Radar auf die Brücke.

## Einsätze
Nach ihrer Fertigstellung 1920 diente die Wolverine bei der 3. Zerstörerflottille erst bei der Atlantikflotte, dann bei der Mittelmeerflotte. Die ökonomischen Schwierigkeiten zwangen auch die Royal Navy zur Verringerung der aktiven Flotte, so dass die Wolverine der Reserve zugeordnet wurde. 1932 gehörte sie zu den Reserveeinheiten in Rosyth.

### Kriegseinsätze

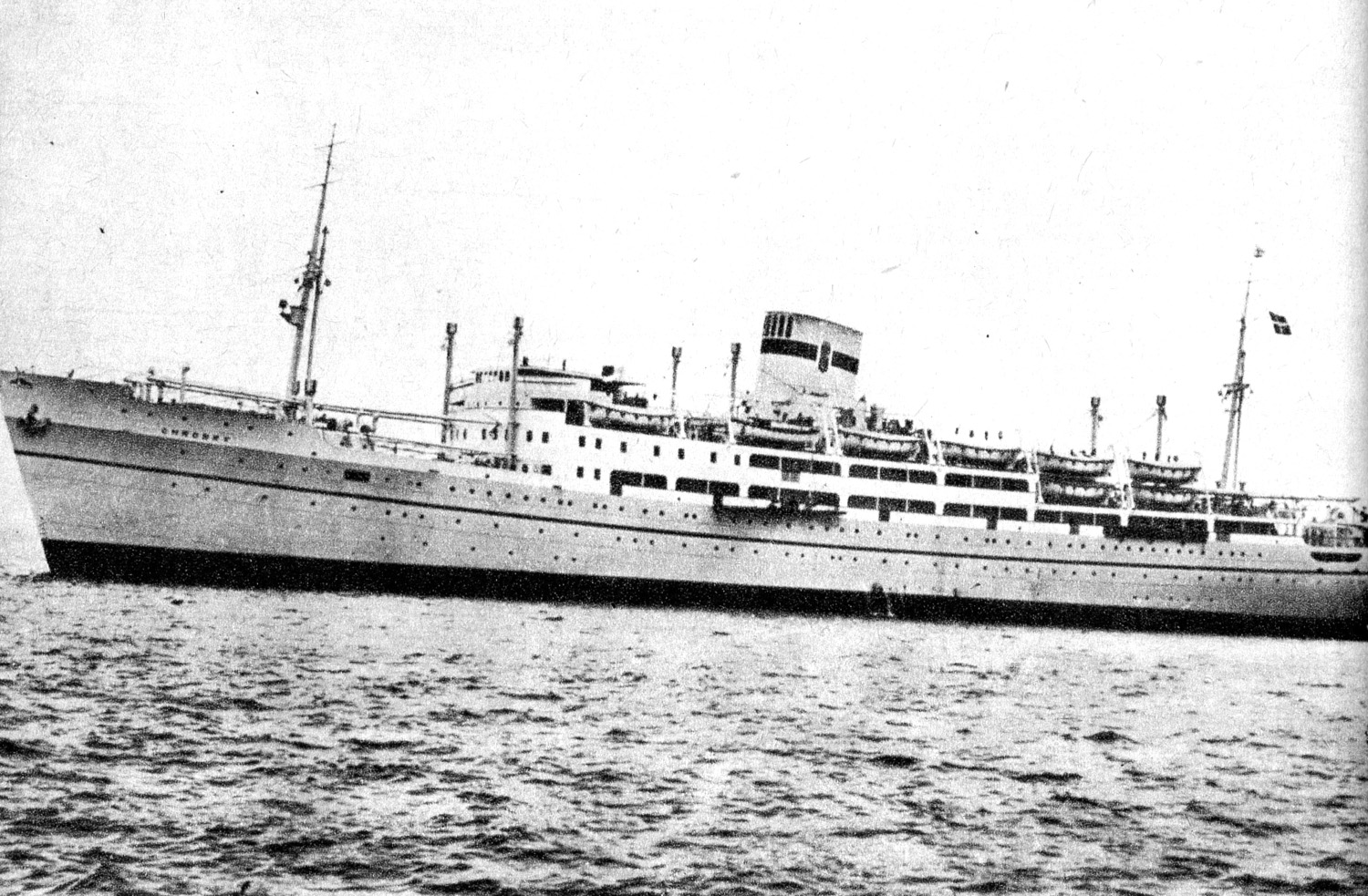
Die Chrobry (11.400 BRT, 1939)

Im August 1939 wurde der Zerstörer wieder aktiviert und der 15. Zerstörerflottille zugeordnet. Bis April 1940 sicherte sie die Zufahrtswege zu den Britischen Inseln. Anfang April 1940 wurde sie der Home Fleet zur Sicherung der Truppentransporte nach Norwegen gegen das deutsche Unternehmen Weserübung zugewiesen.
Am 14./15. Mai 1940 sicherte die Wolverine zusammen mit der Sloop Stork den Transporter Chrobry (11.442 BRT), der ein britisches Bataillon nach Bodø transportieren sollte. Der Verband wurde im Vestfjord von Ju-87-Sturzkampfbombern der I./StG 1 angegriffen, die den Transporter trafen, der aufgegeben werden musste. Die Wolverine ging längsseits der brennenden Chrobry und übernahm 694 Soldaten, die sie in Harstad absetzte. Die restlichen Überlebenden übernahm die anfangs nur den Luftangriff bekämpfende Stork. Anfang Juni gehörte der Zerstörer zu den Sicherungskräften der Evakuierungskonvois beim Rückzug der Alliierten aus Norwegen.
Ab August 1940 diente die Wolverine in der „4. Escort Group“ zur U-Bootabwehr auf den nordwestlichen Zufahrten nach Großbritannien. Anfang 1941 wurde sie mit Radar ausgestattet.
Anfang März 1941 gehörte sie zu den Sicherungskräften des Geleitzuges OB.293, der von U 47 südlich Island entdeckt und beschattet wurde. Dabei wurde ihr die Versenkung von U 47 unter Kapitänleutnant Günther Prien zugeschrieben. Tatsächlich attackierte sie wohl U A, das aber schwer beschädigt zu den Basen in Frankreich zurückkehren konnte.
Am 5. April 1941 gelang der Wolverine bei der Sicherung des Konvois SC26 zusammen mit der Sloop Scarborough die Versenkung von U 76. Bis zum Januar 1942 wurde die Wolverine in der Regel von Schottland aus zum Einsatz gebracht. Von Februar bis Mai 1942 erfolgte dann der Umbau des Zerstörers zu einem „short range escort“.
Ab dem 21. Juni 1942 wurde die Wolverine wieder eingesetzt und lief mit dem Konvoi WS 20 bis Gibraltar, ihrer neuen Basis. Im August 1942 sicherte die Wolverine während der Versorgungsoperation „Pedestal“ für Malta den Flugzeugträger Furious zusammen mit den Zerstörern Keppel, Malcolm, Venomous und Wrestler. Die Furious startete südlich der Balearen 37 Spitfires zur Verstärkung der Luftverteidigung Maltas. Auf dem Rückmarsch rammte und versenkte die Wolverine am 12. August das italienische U-Boot Dagabur, das den Träger angreifen wollte. Dabei beschädigte sie sich selbst schwer. Mit nur einer einsatzbereiten Turbine lief sie nach Gibraltar zurück. Nach einer Notreparatur und mit einem Behelfsbug lief sie dann nach England zurück und wurde dort überholt.
Am 18. Dezember 1942 war das Boot wieder einsatzbereit, um wieder zur Sicherung der „Northwestern Approaches“ zu dienen. Am 27. Februar 1943 verlegte sie als Sicherung des Konvois WS 27 zum neuen Stationierungsort Freetown. Bis Januar 1944 diente sie von dort als zeitweise Sicherung passierender Mittelost-Konvois auf dem Weg nach Kapstadt. Im Januar 1944 kehrte sie zur routinemäßigen Instandsetzung nach England zurück. Bis zum Kriegsende in Europa sicherte sie wieder Atlantikkonvois in der letzten Phase des Marsches zu den Britischen Inseln.

## Ende

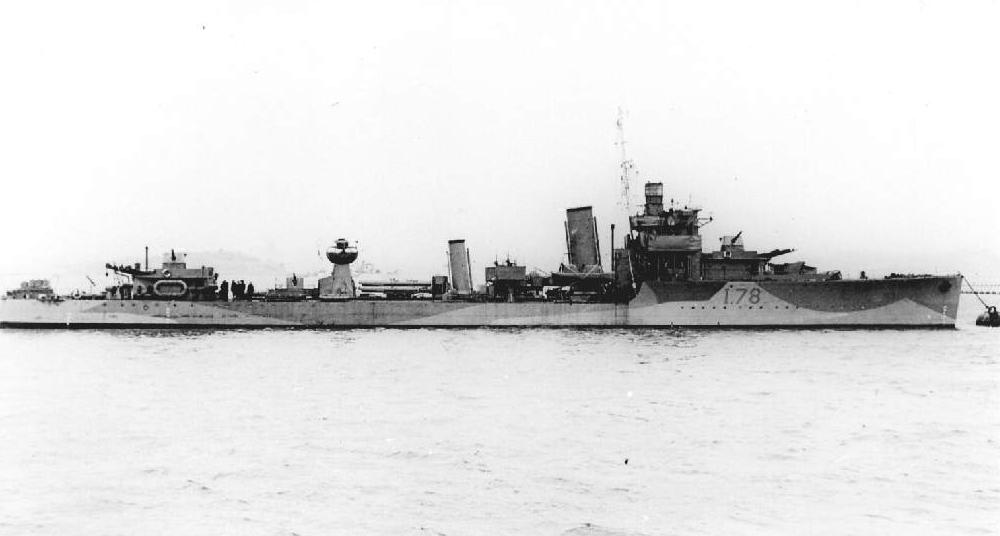
HMS Wolverine

Mit der deutschen Kapitulation im Mai 1945 endete der Einsatz der Wolverine. Im August 1945 wurde sie außer Dienst gestellt und 1946 in Troon abgewrackt.